# Cal Botes
Cal Botes és una casa pairal de Vilagrassa (Urgell) inclosa a l'Inventari del Patrimoni Arquitectònic de Catalunya.

## Descripció

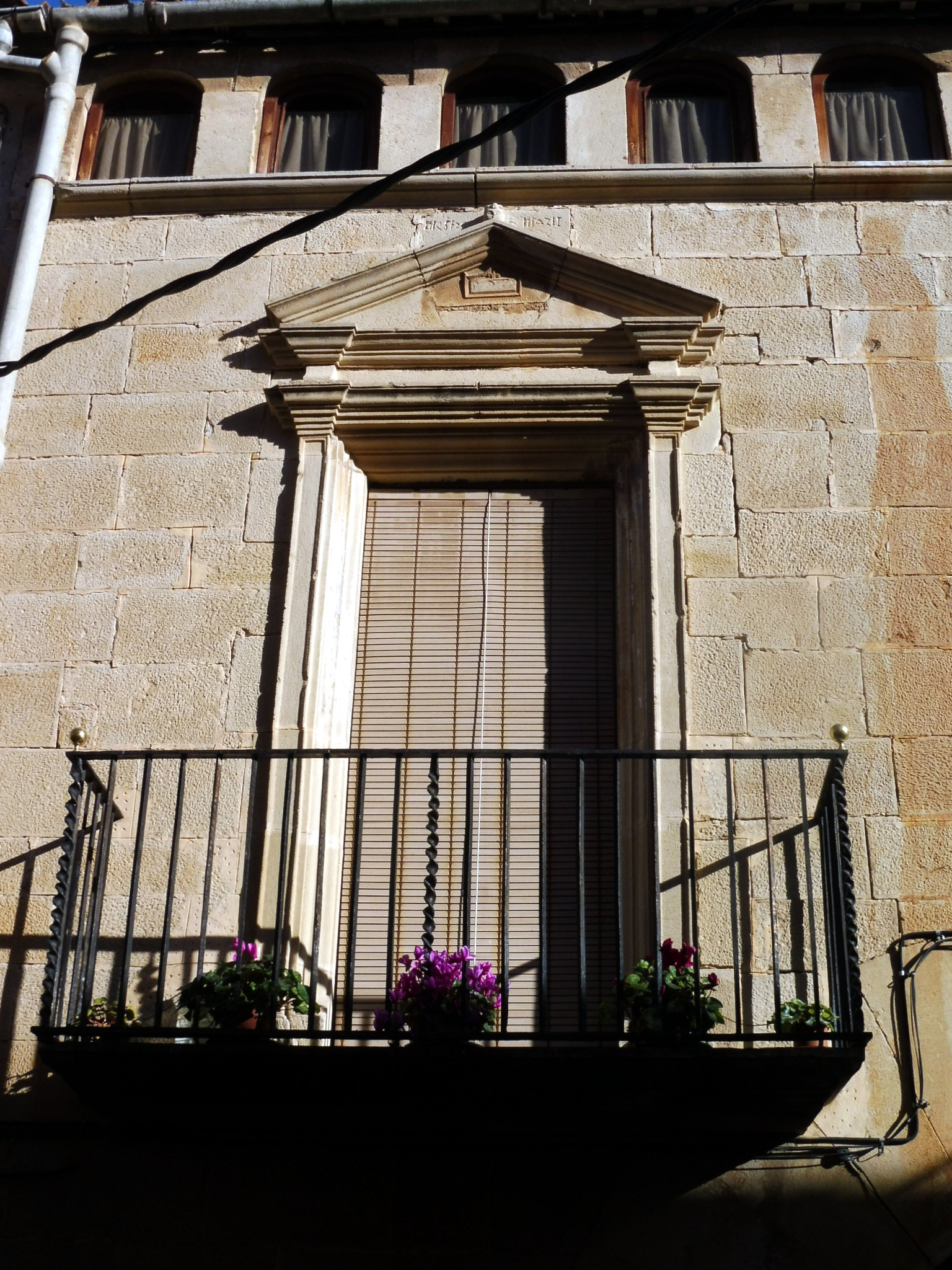
Balconada

Casa noble, prototipus d'una casa pairal catalana, distribuïda en tres pisos d'alçada amb una porta d'accés amb arc de mig punt adovellada. Aquesta tipologia de porta adovellada és molt comuna en l'arquitectura civil tant de cronologia gòtica com en èpoques tardanes, és a dir en una cronologia més renaixentista. La planta baixa correspon a la planta de la porta d'entrada. La primera planta de la casa hi té una balconada emmarcada per pilastres adossades que sostenen un entaulament arquitravat sobre del qual hi reposa un frontó triangular. Acompanyant a aquest balcó s'obra també lateralment una finestra rematada superiorment per un guardapols voluminós a mode de cornisa que rep una decoració en forma de punyes. La part superior d'aquesta casa es troba dominada per les golfes on hi ha una filera de finestres seriades situades sota d'un petit ràfec que les aixopluga.

## Història
Damunt de la balconada i en l'interior del frontó hi trobem la inscripció de la data de 1592 i la inscripció del mestres Martí.